# كناريوناوية
الكناريوناوية (الاسم العلمي:Canarieae) هي قبيلة من النباتات تتبع الفصيلة البخورية من رتبة الصابونيات.

## أجناس الكناريوناوية
- الكناريون